# Kaple Navštívení Panny Marie (Přední Cínovec)
Poutní kaple Navštívení Panny Marie v Předním Cínovci je zaniklá sakrální stavba v oblasti Cínovce v okrese Teplice v Ústeckém kraji. Kaple stála po levé straně silnice do Fojtovic mezi silnicí a státní hranicí.

## Historie poutního místa
Obyvatelé Předního Cínovce byli protestantského vyznání. Už v roce 1617 byl zbořen na příkaz pražského arcibiskupa evangelický kostel v blízkém Hrobě. 

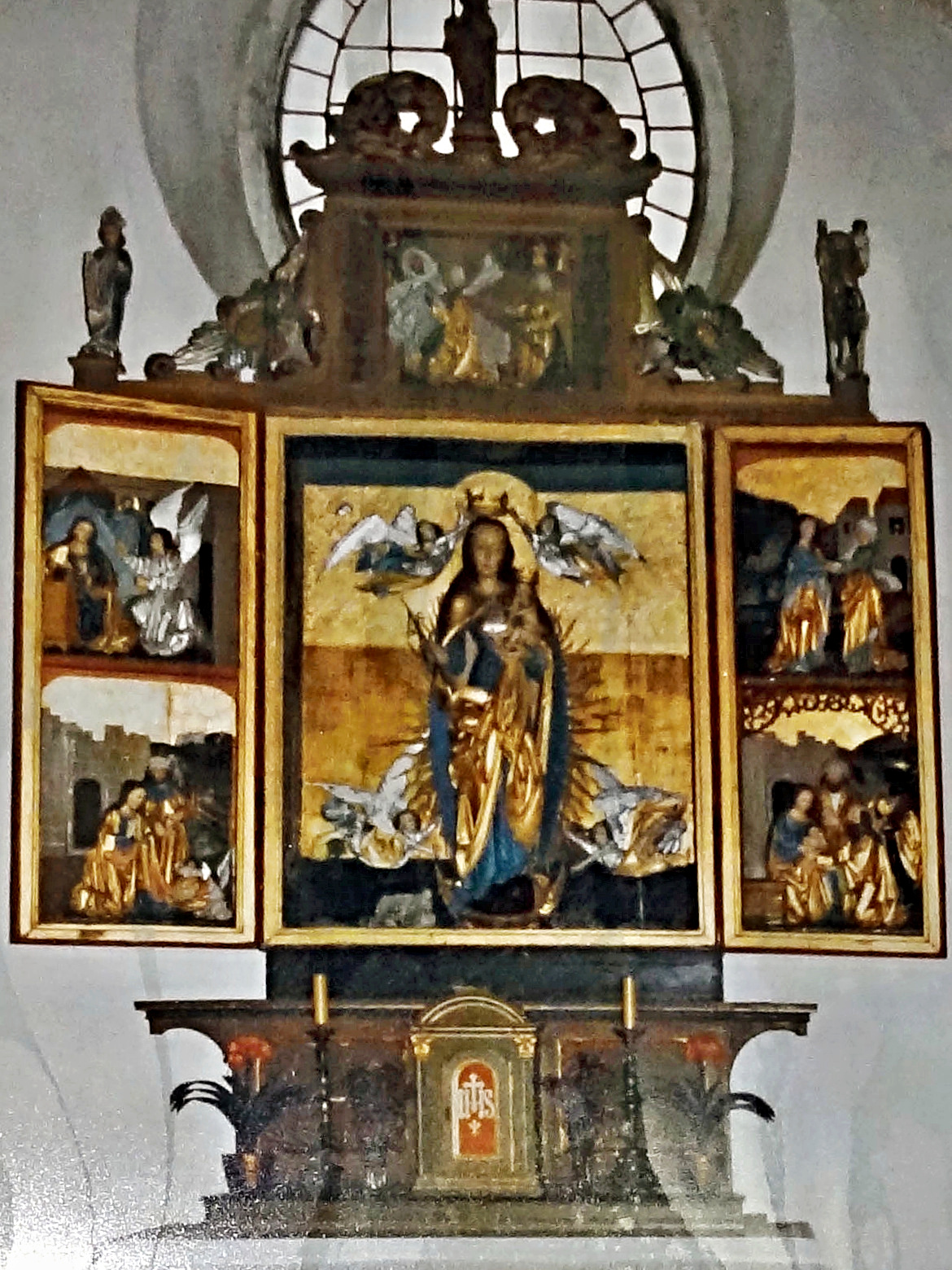
Oltář z Fürstenau

V době pobělohorské – od roku 1652, kdy se v sousedním Bohosudově usadil jezuitský řád – vyvíjeli jezuité (Jezuitská rezidence Bohosudov) nátlak na místní obyvatelstvo, aby přestoupilo ke katolické církvi. Proto bylo zřízeno toto poutní místo a kdo v oblasti Cínovce odmítal konvertovat, ten musel ze země uprchnout. Jedenáct rodin exulantů z Předního Cínovce založilo osadu Gottgetreu na německé straně Cínoveckého hřbetu.
Ve farnosti Cínovec na Teplicku v lokalitě Přední Cínovec bylo poutní místo, kam čtyřikrát za rok přicházeli poutníci do kaple zasvěcené Navštívení Panny Marie. V kapli byl umístěn trojkřídlý pozdně gotický vyřezávaný oltář se sochou Panny Marie s Ježíškem uprostřed a s výjevy z mariánské legendy na křídlech z 1. poloviny 16. století. Oltář pocházel původně z Fürstenau, části města Altenbergu v německé spolkové zemi Sasko. Do Předního Cínovce byl oltář přenesen roku 1887. V období přelomu 19. a 20. století byla socha zrestaurována s celým oltářem a v první polovině 20. století byla oblíbeným místem návštěvníků Cínovce. V 21. století se nachází ve farním kostele Nanebevzetí Panny Marie v Cínovci.

## Architektura

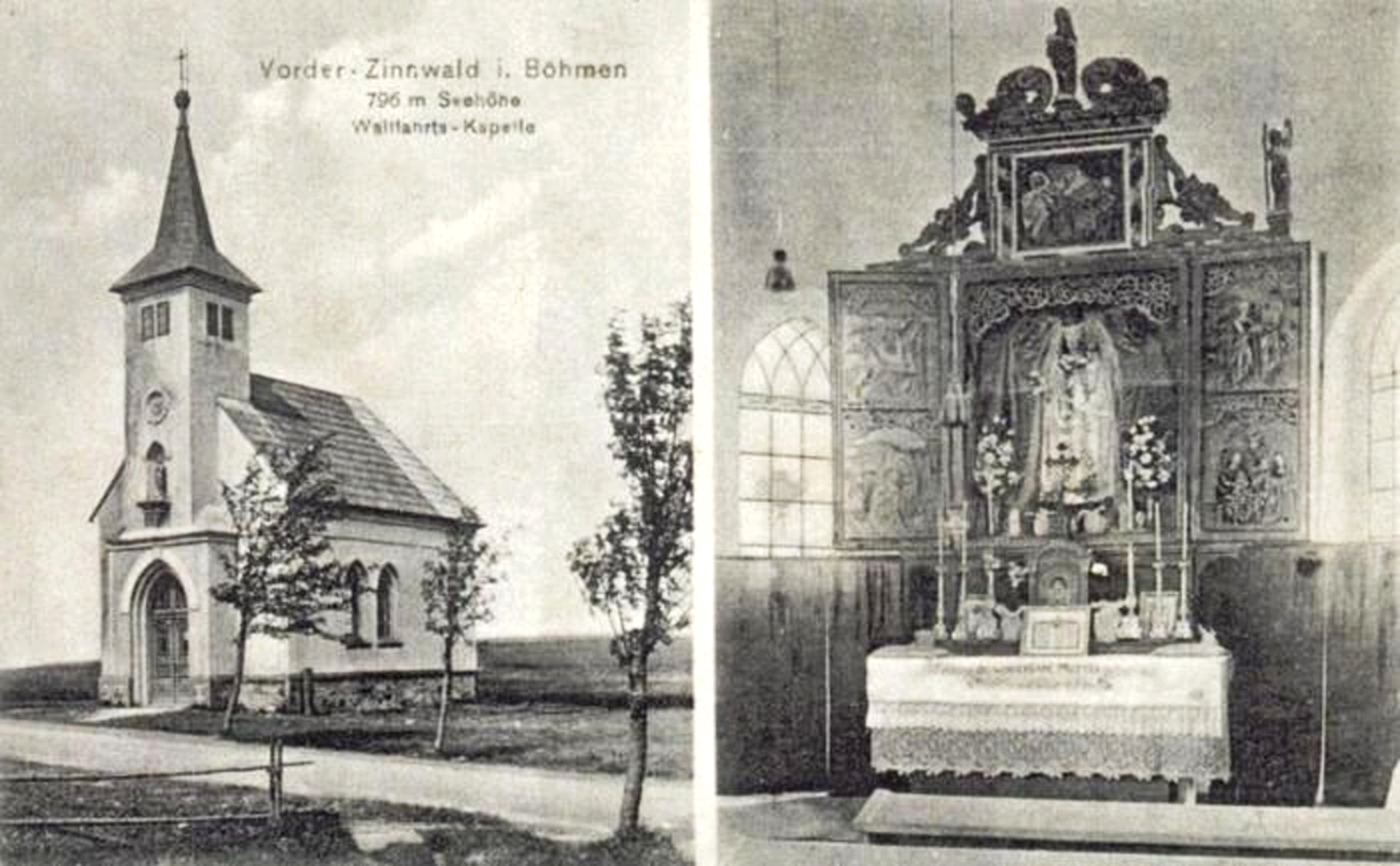
Kaple Navštívení Panny Marie a oltář na pohlednici z počátku 20. století

Kaple byla větších rozměrů a chápána spíše jako malý kostelík. Stylem se jednalo pseudogotickou stavbu ve tvaru obdélníka s pětiboce uzavřeným presbytářem. Po stranách lodi byla dvě okna, po stranách presbytáře po jednom okně. V průčelí měla hranolovitou věž. Po skončení II. světové války byli německy mluvící obyvatelé vysídleni a kaple se ocitla v pohraničním pásmu. Následně došlo k devastaci poutního místa a v období mezi lety 1957–1959 byla kaple spolu s osadou zcela zbořena. Z kaple se zachovaly pouze trosky, jako jsou cihly a opracované kameny. V místě jsou jen asi 2 metry zdi do výšky cca 30 cm a krypta je naplněná vodou. Lokalita je v druhé dekádě 21. století částečně zalesněná.